# آب‌انبار میانده
آب‌انبار میانده مربوط به دوره صفوی است و در بشرویه، خیابان حسینیه، کنار مسجد میانده قرار دارد. 
این اثر در تاریخ ۲۴ اسفند ۱۳۸۳ با شمارهٔ ثبت ۱۱۶۶۸ به‌عنوان یکی از آثار ملی ایران به ثبت رسیده است.